# وینچنزو کامیلری
وینچنزو کامیلری (انگلیسی: Vincenzo Camilleri؛ زادهٔ ۶ مارس ۱۹۹۲) بازیکن فوتبال اهل ایتالیا است.
از باشگاه‌هایی که در آن بازی کرده‌است می‌توان به باشگاه فوتبال رجینا، باشگاه فوتبال برشا، و باشگاه فوتبال پیستویزه اشاره کرد.
وی همچنین در تیم‌های ملی فوتبال بازی کرده‌است.